# Junkers D.I
El Junkers D.I (designación de fábrica J9 ) era un avión de caza monoplano producido en Alemania a fines de la Primera Guerra Mundial 
, importante por convertirse en el primer caza de construcción metálica en entrar en servicio

## Historia y desarrollo
El prototipo fue  una empresa privada de Junkers designado J7 después de la fundación el 20 de octubre de 1917 de Junkers-Fokker-Werke AG y dado el interés de la Idflieg  (Inspektion der Fliegertruppen) en el J7 de Junkers, surgen discusiones entre Hugo Junkers y Anthony Fokker sobre las nuevas mejoras que deberían realizarse en el J7; en este estado de cosas, Junkers decidió detener el desarrollo de J7 y reiniciar este proyecto bajo el designador J9.
El montaje del prototipo del J9 se inició en marzo de 1918 después de recibir una orden de la Idflieg por tres unidades de prueba del Junkers J7 y el primer vuelo se realizó en abril de 1918 y en mayo, el J9 fue entregado a Idflieg para su aprobación de tipo. Durante los vuelos de prueba en Adlershof , el avión mostró un buen rendimiento, aún mostró algunas fallos de maniobrabilidad. Aun así, se cursó un pedido de veinte aviones de serie a Junkers-Fokker Werke, que luego se redujeron a diez aviones. 
En unas nuevas evaluaciones, Los pilotos hablaron bien sobre las características de velocidad y altitud de los Junker, lo elogiaron por la facilidad  de pilotaje, aunque notaron que la maniobrabilidad horizontal y las características de despegue y aterrizaje eran peores que las de los cazas biplanos. También se constató que se debía mejorar la estabilidad necesaria para un caza de primera línea, si bien, el J7 parecía ser un avión adecuado, las mejoras en el J9 no convencieron a los pilotos de la Idflieg, por lo tanto, se resolvió que los aviones no eran útiles para ser aviones de caza, aunque se consideró apto para ser un caza naval. A partir de ese momento, la Idflieg se centró en la utilización del J9 para misiones navales. La posterior utilización del J9 como avión de caza continuó investigándose con la instalación de otro motor, el Benz Bz IIIb, pero incluso así, no mostró mejores resultados.
La inicial utilización militar del J9 comenzó cuando el teniente de la Kriegmarine Sachsenberg, comandante del Marine Jagdgruppe Flandern solicitó a la Idflieg doce aviones Junkers J9 para su unidad de combate. El pedido inicial de diez aviones J9 se terminó entre agosto y septiembre de 1918; pero, dichos aviones parece no haber aparecido en Flandes. Sin embargo, después del final de la I Guerra Mundial, la unidad de Sachsenberg fue trasladada a la frontera oriental para evitar la invasión soviética. El Fliegerabteilung Ost de Sachsenberg fue equipado con Junkers J9 de los que finalmente se construyeron hasta 47 aviones.

## Especificaciones técnicas

### Características generales
- Tripulación: 1
- Longitud: 7,25 m
- Envergadura: 9,00 m
- Altura: 2,60
- Peso vacío: 654 kg
- Peso cargado: 834 kg
- Planta motriz: 1× motor en línea SOHC seis cilindros refrigerado por agua BMW IIIa.
  - Potencia: 134 kW (185 HP; 182 CV)

### Rendimiento
- Velocidad máxima operativa (Vno): 225 km/h
- Alcance: 1,5 h
- Techo de vuelo: 6 000 m
- Régimen de ascenso: 35 m/s (6890 ft/min)

### Armamento
- Ametralladoras: 2× LMG 08/15 7,92 mm